# Rio Bratcu
O Rio Bratcu é um rio da Romênia afluente do Rio Jiu, localizado no distrito de Gorj.